# Fridericia pulchella
Fridericia pulchella là một loài thực vật có hoa trong họ Chùm ớt. Loài này được (Cham.) L.G.Lohmann mô tả khoa học đầu tiên năm 2010.